# Asbjørn Nilssen
Asbjørn Nilssen (ur. 19 stycznia 1875 r. w Vestre Aker – zm. 19 października 1958 r.) – norweski biegacz narciarski uczestniczący w zawodach w latach 90. XIX wieku.
W 1897 wygrał zawody w biegach narciarskich na Holmenkollen ski festival. Za tę wygraną zdobył w tym samym roku medal Holmenkollen.